# 2-й Красногвардейский проезд
Второ́й Красногварде́йский прое́зд — улица в Москве в Пресненском районе от 1-го Красногвардейского проезда.

## Происхождение названия
Назван в 1955 году по близости к Красногвардейским улицам, до того был известен как улица Камушки (или просто Камушки) — от имени ближнего урочища.

## Описание
2-й Красногвардейский проезд начинается от 1-го Красногвардейского и проходит на северо-запад вдоль северного крыла делового центра Москва-Сити. Он выходит на  Третье транспортное кольцо напротив  Шелепихинского тупика и железнодорожной платформы «Тестовская» МЦД-1.

## Здания и сооружения
По нечётной стороне:
По чётной стороне:
- Дом 4Б — детский сад № 2112;
- Дом 10, строение 1 — издательство «Экспо», журнал «Экспо».

## Транспорт
- Автобус с344